# ماوريسيو (لاعب كرة قدم مواليد 1988)
ماوريسيو (بالبرتغالية: Maurício dos Santos Nascimento‏) هو لاعب كرة قدم برازيلي في مركز قلب الدفاع، ولد في 20 سبتمبر 1988 في مويا في البرازيل. لعب مع جمعية بورتوغيزا الرياضية وسبورت ريسيفي وسبورتينغ لشبونة وغريميو بورتو أليغرينزي ونادي بالميراس ونادي جوينفيل ونادي سي آر بي ونادي فيتوريا ونادي لاتسيو.

## وصلات خارجية
- ماوريسيو (لاعب كرة قدم مواليد 1988) على موقع قاعدة بيانات كرة القدم.إي يو (الإنجليزية)
- ماوريسيو (لاعب كرة قدم مواليد 1988) على موقع Soccerway.com (الإنجليزية)
- ماوريسيو (لاعب كرة قدم مواليد 1988) على موقع عالم كرة القدم.نت (الإنجليزية)
- ماوريسيو (لاعب كرة قدم مواليد 1988) على موقع AS.com (الإسبانية)